# Bordeaux-Parigi
La Bordeaux-Parigi era una corsa in linea maschile di ciclismo su strada, che si tenne tra le città di Bordeaux e Parigi, in Francia, dal 1891 al 1988.
Organizzata dal Vélo Club Bordeaux. Fino al 1905 riservata agli individuali, la gara venne disputata per due volte nel 1902, e per varie volte non disputata anche a causa delle due guerre mondiali. Il record di vittorie è del belga Herman Van Springel, con ben sette successi all'attivo. La corsa non si disputa più dal 1988.

## Albo d'oro corsa riservata ai corridori individuali
Aggiornato all'edizione 1912.
| Anno | Vincitore                       | Secondo                         | Terzo               |
| ---- | ------------------------------- | ------------------------------- | ------------------- |
| 1891 | Georges Pilkington Mills        | Montague Holbein                | Selwyn Francis Edge |
| 1892 | Auguste Stéphane                | Célestin Vigneaux               | Charles Hoden       |
| 1893 | Louis Cottereau                 | Auguste Stéphane                | Jean-Marie Corre    |
| 1894 | Lucien Lesna                    | Charles Lucas                   | John Dunlop Lumsden |
| 1895 | Charles Meyer                   | Jean-Marie Corre                | Henri Coullibeuf    |
| 1896 | Arthur Linton & Gaston Rivierre | Arthur Linton & Gaston Rivierre | Marius Thé          |
| 1897 | Gaston Rivierre                 | Mathieu Cordang                 | Charles Meyer       |
| 1898 | Gaston Rivierre                 | Maurice Garin                   | Thaddäus Robl       |
| 1899 | Costant Huret                   | Josef Fischer                   | Maurice Garin       |
| 1900 | Josef Fischer                   | Maurice Garin                   | Ambroise Garin      |
| 1901 | Lucien Lesna                    | Hippolyte Aucouturier           | Jean Fischer        |
| 1902 | Édouard Wattelier               | Michel Frédérick                | Ambroise Garin      |
| 1902 | Maurice Garin                   | Lucien Lesna                    | Jean Fischer        |
| 1903 | Hippolyte Aucouturier           | Léon Georget                    | Arthur Pasquier     |
| 1904 | Fernand Augereau                | Jean Dargassies                 | Georges Fleury      |
| 1905 | Hippolyte Aucouturier           | René Pottier                    | Henri Cornet        |

## Albo d'oro professionisti

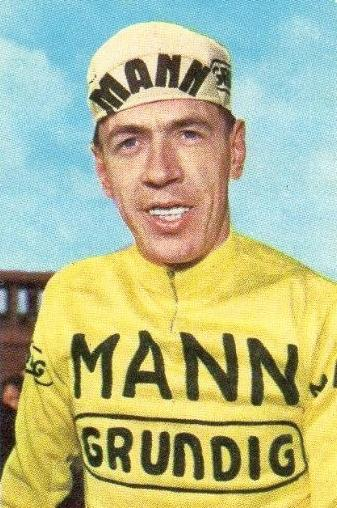
Herman Van Springel (f .1970) ha vinto la gara 7 volte.

Aggiornato all'edizione 1988.
| Anno    | Vincitore                                             | Secondo                                               | Terzo                                                 |
| ------- | ----------------------------------------------------- | ----------------------------------------------------- | ----------------------------------------------------- |
| 1906    | Marcel Cadolle                                        | Henri Cornet                                          | Louis Trousselier                                     |
| 1907    | Cyrille Van Hauwaert                                  | Augustin Ringeval                                     | Gustave Garrigou                                      |
| 1908    | Louis Trousselier                                     | Cyrille Van Hauwaert                                  | Émile Georget                                         |
| 1909    | Cyrille Van Hauwaert                                  | Louis Trousselier                                     | Émile Georget                                         |
| 1910    | Émile Georget                                         | Louis Trousselier                                     | Léon Georget                                          |
| 1911    | François Faber                                        | Gustave Garrigou                                      | Jules Messelis                                        |
| 1912    | Émile Georget                                         | Lucien Petit-Breton                                   | Gustave Garrigou                                      |
| 1913    | Louis Mottiat                                         | Cyrille Van Hauwaert                                  | René Vanderberghe                                     |
| 1914    | Paul Deman                                            | Marcel Buysse                                         | Cyrille Van Hauwaert                                  |
| 1915-18 | non disputata a causa della prima guerra mondiale     | non disputata a causa della prima guerra mondiale     | non disputata a causa della prima guerra mondiale     |
| 1919    | Henri Pélissier                                       | Louis Heusghem                                        | Albert Dejonghe                                       |
| 1920    | Eugene Cristophe                                      | Louis Heusghem                                        | Louis Mottiat                                         |
| 1921    | Eugene Cristophe                                      | Jean Alavoine                                         | Philippe Thys                                         |
| 1922    | Francis Pélissier                                     | Louis Mottiat                                         | Émile Masson Sr.                                      |
| 1923    | Émile Masson Sr.                                      | Francis Pélissier                                     | Louis Mottiat                                         |
| 1924    | Francis Pélissier                                     | Émile Masson Sr.                                      | Jean Alavoine                                         |
| 1925    | Heiri Suter                                           | Gérard Debaets                                        | Hector Martin                                         |
| 1926    | Adelin Benoît                                         | Julien Delbecque                                      | Lucien Buysse                                         |
| 1927    | Georges Ronsse                                        | Adelin Benoît                                         | Gustaaf Van Slembroeck                                |
| 1928    | Hector Martin                                         | Maurice Dewaele                                       | Ernest Neuhard                                        |
| 1929    | Georges Ronsse                                        | Hector Martin                                         | Joseph Demuysere                                      |
| 1930    | Georges Ronsse                                        | Francis Pélissier                                     | Joseph Demuysere                                      |
| 1931    | Bernad Van Rysselberghe                               | Romain Gijssels                                       | Frans Bonduel                                         |
| 1932    | Romain Gijssels                                       | Frans Bonduel                                         | Alfons Schepers                                       |
| 1933    | Fernand Mithouard                                     | Bernad Van Rysselberghe                               | Romain Gijssels                                       |
| 1934    | Jean Noret                                            | Raymond Louviot                                       | Julien Moineau                                        |
| 1935    | Edgard De Caluwé                                      | Julien Moineau                                        | Jules Merviel                                         |
| 1936    | Paul Chocque                                          | Jules Rossi                                           | Benoît Faure                                          |
| 1937    | Joseph Somers                                         | Louis Thiétard                                        | Benoît Faure                                          |
| 1938    | Marcel Laurent                                        | René Walschot                                         | Jules Rossi                                           |
| 1939    | Marcel Laurent                                        | René Walschot                                         | Jean Majerus                                          |
| 1940-45 | non disputata per causa della seconda guerra mondiale | non disputata per causa della seconda guerra mondiale | non disputata per causa della seconda guerra mondiale |
| 1946    | Émile Masson Jr.                                      | Joseph Somers                                         | Joseph Soffietti                                      |
| 1947    | Joseph Somers                                         | Albert Dubuisson                                      | Roger Leveque                                         |
| 1948    | Ange Le Strat                                         | Gérard Buyl                                           | René Walschot                                         |
| 1949    | Jaques Moujica                                        | Émile Masson Jr.                                      | Eloi Tassin                                           |
| 1950    | Wim van Est                                           | Maurice Diot                                          | Joseph Somers                                         |
| 1951    | Bernard Gauthier                                      | Wim van Est                                           | Maurice Diot                                          |
| 1952    | Wim van Est                                           | Maurice Diot                                          | Jean Gueguen                                          |
| 1953    | Ferdi Kübler                                          | Wim van Est                                           | Guido De Santi                                        |
| 1954    | Bernard Gauthier                                      | Wim van Est                                           | Fiorenzo Magni                                        |
| 1955    | non disputata                                         | non disputata                                         | non disputata                                         |
| 1956    | Bernard Gauthier                                      | Stan Ockers                                           | Jean-Marie Cieleska                                   |
| 1957    | Bernard Gauthier                                      | Jacques Dupont                                        | François Mahé                                         |
| 1958    | Jean-Marie Cieleska                                   | Pino Cerami                                           | Jos Hoevenaers                                        |
| 1959    | Louis Bobet                                           | Roger Hassenforder                                    | Guillaume Van Tongerloo                               |
| 1960    | Marcel Janssens                                       | François Mahé                                         | Petrus Oellibrandt                                    |
| 1961    | Wim van Est                                           | Louison Bobet                                         | Camille Le Menn                                       |
| 1962    | Jo de Roo                                             | François Mahé                                         | Marcel Janssens                                       |
| 1963    | Tom Simpson                                           | Piet Rentmeester                                      | Bas Maliepaard                                        |
| 1964    | Michel Nedelec                                        | Jean Stablinski                                       | Theo Nijs                                             |
| 1965    | Jacques Anquetil                                      | Jean Stablinski                                       | Tom Simpson                                           |
| 1966    | Jan Janssen                                           | Joseph Groussard                                      | Jean-Claude Lefebvre                                  |
| 1967    | Georges Van Coningsloo                                | Herman Van Springel                                   | Noël Foré                                             |
| 1968    | Emil Bodart                                           | Raymond Delisle                                       | Rolf Wolfshohl                                        |
| 1969    | Walter Godefroot                                      | Jan Janssen                                           | Michel Perin                                          |
| 1970    | Herman Van Springel                                   | Lucien Aimar                                          | Roger Rosiers                                         |
| 1971-72 | non disputata                                         | non disputata                                         | non disputata                                         |
| 1973    | Enzo Mattioda                                         | Cyrille Guimard                                       | Walter Godefroot                                      |
| 1974    | Herman Van Springel & Régis Delépine                  | Herman Van Springel & Régis Delépine                  | Leif Mortensen                                        |
| 1975    | Herman Van Springel                                   | Régis Delépine                                        | Robert Mintkiewicz                                    |
| 1976    | Walter Godefroot                                      | Herman Van Springel                                   | André Chalmel                                         |
| 1977    | Herman Van Springel                                   | Walter Godefroot                                      | André Chalmel                                         |
| 1978    | Herman Van Springel                                   | Roger Rosiers                                         | Régis Delepine                                        |
| 1979    | André Chalmel                                         | Régis Delépine                                        | Herman Van Springel                                   |
| 1980    | Herman Van Springel                                   | Roland Berland                                        | Joaquim Agostinho                                     |
| 1981    | Herman Van Springel                                   | Ferdi Van Den Haute                                   | Maurice Le Guilloux                                   |
| 1982    | Marcel Tinazzi                                        | Maurice Le Guilloux                                   | Pascal Poisson                                        |
| 1983    | Gilbert Duclos-Lassalle                               | Etienne Van Der Helst                                 | Dominique Sanders                                     |
| 1984    | Hubert Linard                                         | Maurice Le Guilloux                                   | Pierre Bazzo                                          |
| 1985    | René Martens                                          | Gilbert Duclos-Lassalle                               | Guy Gallopin                                          |
| 1986    | Gilbert Glaus                                         | Guy Gallopin                                          | Bernard Vallet                                        |
| 1987    | Bernard Vallet                                        | Gilbert Duclos-Lassalle                               | Guy Gallopin                                          |
| 1988    | Jean-François Rault                                   | Bernard Chesneau                                      | Henri Dorgelo                                         |